# Peter Duesberg

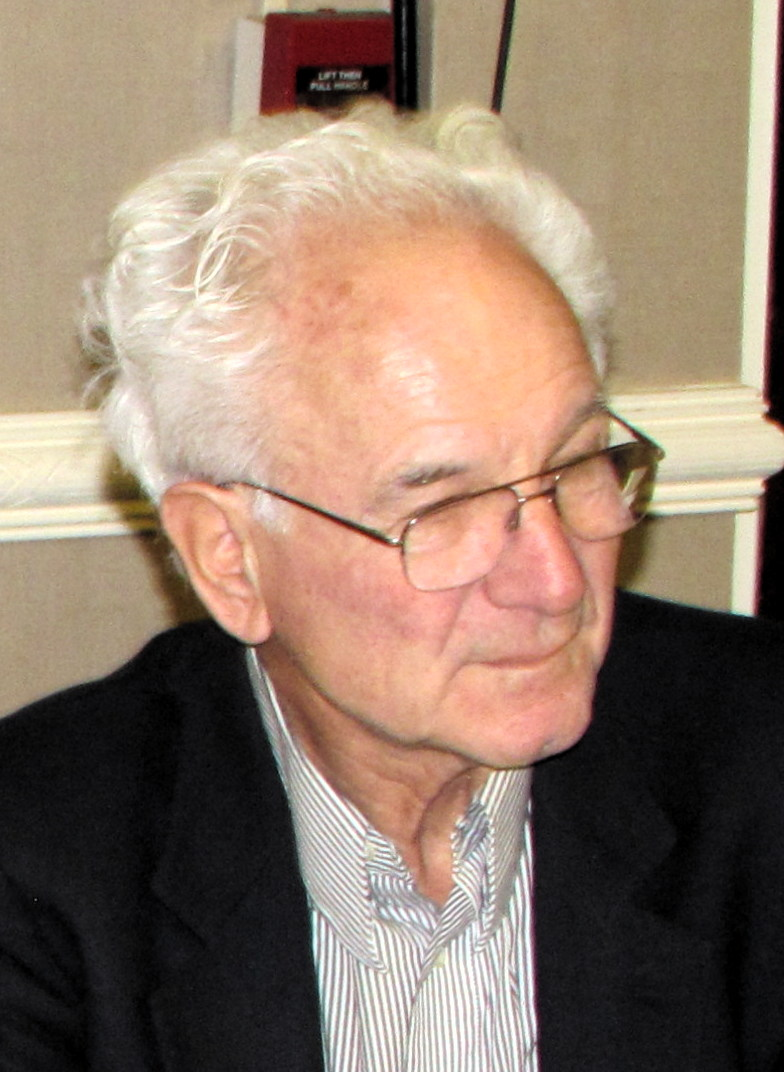
Peter Duesberg, 2017

Peter Heinz Hermann Duesberg (* 2. Dezember 1936 in Münster) ist ein deutsch-amerikanischer Virologe und Professor für Molekular- und Zellbiologie am Department of Molecular & Cell Biology der University of California, Berkeley. Er wurde durch seine Forschungen zu Retroviren und den molekularen Bedingungen der Entstehung von Krebs (Karzinogenese) bekannt. 1970 isolierte Duesberg aus dem Rous-Sarkom-Virus das erste echte Onkogen src und kartierte das gesamte virale Genom.
Hinsichtlich der Verursachung des Immunschwächesyndroms AIDS durch das HI-Virus nimmt Duesberg an, dass das HIV ein „passenger virus“ sei, das keine ausreichende Pathogenität zur Auslösung eines erworbenen Immunschwäche-Syndroms besitze. Dies steht im Gegensatz zu gesicherten wissenschaftlichen Erkenntnissen. Als prominenter AIDS-Leugner wurde er im Jahr 2000 von dem damaligen südafrikanischen Präsidenten Thabo Mbeki in ein Beratungsgremium zur Beurteilung von AIDS berufen.

## Leben
Duesberg wurde 1936 in Münster als Sohn von Richard Duesberg, einem deutschen Mediziner und späteren Hochschullehrer der Universität Mainz, geboren. Er studierte Chemie in Würzburg, Basel und München und wurde 1963 bei Theodor Wieland mit dem Thema Fraktionierungen von Proteinen – besonders Enzymen – mit Ionenaustauschern und Molekularsieben an der Goethe-Universität in Frankfurt am Main promoviert. Er arbeitete am Max-Planck-Institut für Virusforschung in Tübingen und ist seit 1973 ordentlicher Professor am Department of Molecular & Cell Biology der University of California, Berkeley.
1986 wurde er zum ordentlichen Mitglied der Amerikanischen Akademie der Wissenschaften (National Academy of Sciences) gewählt. Von 1986 bis 1987 wurde er als Forschungsgast (Fogarty Scholar-in-Residence) an die National Institutes of Health in Bethesda berufen und erhielt von 1985 bis 1992 einen ‚Outstanding Investigator Grant‘. Von 1997 bis 2000 war er regelmäßiger Gastprofessor an der Medizinischen Hochschule in Mannheim der Universität Heidelberg (III. Medizinische Klinik, Rüdiger Hehlmann).
Von 2000 bis 2003 wurde er zum Mildred-Scheel-Gastprofessor der Deutschen Krebshilfe an der Medizinischen Hochschule in Mannheim der Universität Heidelberg berufen, um die Theorie der chromosomalen Instabilität als Bedingung der Karzinogenese weiterzuentwickeln.

## AIDS-Leugnung
Duesberg vertritt die den wissenschaftlich gesicherten Kenntnissen bzgl. AIDS widersprechende Ansicht, dass Retroviren vom Typus HIV allein nicht die Immunschwächekrankheit AIDS verursachen können. Er geht zwar von der Existenz von HIV aus, ist jedoch davon überzeugt, dass AIDS nicht durch eine HIV-Infektion hervorgerufen werde. Vielmehr bestehe das Immunschwächesyndrom aus einer Vielzahl bekannter Erkrankungen, die vorrangig durch Umwelttoxine (z. B. langjährigen Drogenmissbrauch, AIDS-Medikamente, vor allem Zidovudin (AZT)) hervorgerufen würden. Duesbergs Thesen werden von der Wissenschaft abgelehnt; HIV als Ursache von AIDS ist eindeutig gesichert und belegt.
Als einer der prominentesten Vertreter der Gruppe Rethinking AIDS – the group for the scientific reappraisal of the hiv/aids hypothesis – auch AIDS-Leugner genannt – wurde er im Jahr 2000 vom damaligen südafrikanischen Präsidenten Thabo Mbeki anlässlich der XIII. International AIDS Conference in Durban in dessen Presidential AIDS Advisory Panel einberufen. Mbeki übernahm daraufhin die Haltung Duesbergs und anderer AIDS-Leugner und unterließ Maßnahmen zur Bekämpfung der AIDS-Epidemie in seinem Land. Man geht davon aus, dass als Folge dieser verfehlten Politik mehrere hunderttausend Menschen an AIDS und mit AIDS in Beziehung stehenden Infektionen starben.
Duesbergs Beitrag HIV-AIDS-Hypothese nicht im Einklang mit AIDS in Südafrika – Eine neue Perspektive (2009) verursachte weitere Kontroversen, als das Paper von Wissenschaftlern des Journals JAIDS abgelehnt wurde. Die Wissenschaftler warfen Duesberg eine unwissenschaftliche Arbeitsweise (u. a. „Rosinenpicken“) vor; er habe sich nur die Daten herausgesucht, die seine Hypothese stützen, und andere Daten komplett ignoriert.
Kritisiert wurde auch, dass im Paper der Interessenkonflikt von Duesbergs Co-Autor David Rasnick verschwiegen wurde. Rasnick ist ein früherer Angestellter von Matthias Rath, der ebenfalls AIDS-Leugner-Positionen vertritt und Vitaminpräparate als angebliche AIDS-Heilmittel verkauft. Duesberg wurde gewarnt, falls er das Paper doch veröffentliche, könne ein Verfahren wegen wissenschaftlichen Fehlverhaltens gegen ihn erhoben werden. Duesberg ignorierte dies und publizierte das Paper im Magazin Medical Hypotheses, das zum damaligen Zeitpunkt noch nicht peer-reviewed war. Als Resultat eröffnete die Universität Berkeley ein Verfahren wegen wissenschaftlichen Fehlverhaltens gegen ihn, das jedoch eingestellt wurde. Die Universität befürworte den Artikel zwar nicht, jedoch rechtfertige er keine direkten Disziplinarmaßnahmen gegen Duesberg, da er aufgrund der akademischen Freiheit das Recht habe, diesen Artikel zu veröffentlichen.

## Aneuploidie-Krebs-Hypothese
Seit 1992 beschäftigt sich Duesberg mit der Erforschung einer modifizierten „Aneuploidie-Krebs-Hypothese“, die ursprünglich von Theodor Boveri im Jahr 1914 formuliert wurde.
Die „klassische“ Hypothese zur Krebsentstehung geht davon aus, dass karzinogene Umweltfaktoren zur Mutation weniger spezieller, krebsassoziierter Gene führen. Hierdurch kommt es zur Inaktivierung von Tumorsuppressorgenen und Überaktivierung von Onkogenen, wodurch ein verstärktes Wachstum mutierter Zellen ermöglicht wird. Eine Modifikation geht davon aus, dass durch die Mutationen zusätzlich DNA-Synthese- und -Reparaturgene inaktiviert werden und es so zur Akkumulation genomischer Defekte kommt. Durch diese Mechanismen entstehen solide Tumoren.
Im Gegensatz dazu geht Duesberg davon aus, dass es durch Umwelttoxine zur fehlerhaften Zellteilung kommt, wodurch aneuploide Zellen entstehen, das heißt Zellen mit abnormalen Chromosomensätzen (eine normale Zelle verfügt über einen diploiden Chromosomensatz). Kommt es nun beispielsweise zu einer Vermehrung bestimmter Chromosomenabschnitte, dann steht nun ein Vielfaches bestimmter Gene bereit, die zum Beispiel durch Überexpression bestimmter Proteine zu einer Entgleisung von Enzymsystemen führen können, welche die Synthese und Reparatur der DNA regulieren. Experimentell konnte nachgewiesen werden, dass die genetische Instabilität von Krebszellen proportional zum Grad der Aneuploidie ist.

## Schriften
Aneuploidie:
- Activated proto-oncgenes: sufficient or necessary for cancer? In: Science. 157, 1985, S. 24–28.
- Genetic instability of cancer cells is proportional to their degree of aneuploidy. In: Proceedings of the National Academy of Sciences. 95, 1998, S. 13692–13697.
- mit R. Li: Multistep carcinogenesis, a chain reaction of aneuploidizations. In: Cell Cycle. 2, 2003, S. 202–210.
- mit A. Fabarius, R. Hehlmann: Instability of chromosome structure increases exponentially with degrees of aneuploidy. In: Cancer Genet Cytogenet. 143, 2003, S. 59–72.
- mit R. Li u. a.: The chromosomal basis of cancer. In: Cell Oncol. 27 (5–6), 2005, S. 293–318.
- Krebsentstehung – Das Chaos in den Chromosomen. In: Spektrum der Wissenschaft. Oktober 2007, S. 54–64.
- mit J.M. Nicholson: On the karyotypic origin and evolution of cancer cells. In: Cancer Genet Cytogenet. 194 (2), 2009, S. 96–110.
- mit D. Mandrioli u. a.: Is carcinogenesis a form of speciation? In: Cell Cycle. 10 (13), 2011, S. 2100–2114.
- Das Chaos in den Chromosomen, Spektrum der Wissenschaft, 2007

Aids:
- mit C. Koehnlein, D. Rasnick: The chemical bases of the various AIDS epidemics: recreational drugs, anti-viral chemotherapy and malnutrition. In: J Biosci. 28, 2003, S. 383–412.
- mit D. Rasnick: The AIDS dilemma: drug diseases blamed on a passenger virus. In: Genetica. 104, 1998, S. 85–132.
- Inventing the AIDS Virus. Regnery Publishing, 1996.

Retroviren:
- Retroviral transforming genes in normal cells? In: Nature. 304, 1983, S. 219–225.
- Retroviruses as carcinogens and pathogens: Expectations and reality. In: Cancer Res. 47, 1987, S. 1199–1220.

## Ehrungen
- 1969 Merck Award
- 1971 California Scientist of the Year
- 1981 First Annual American Medical Center Oncology Award
- 1986 Outstanding Investigator Award, National Institutes of Health
- 1987 Wissenschaftspreis des Johann-Georg-Zimmermann-Vereins, Hannover
- 1988 Lichtfield Lecturer, Oxford, England
- 1990 C. J. Watson Lecturer, Abbott Northwestern Hospital, Minneapolis, MN
- 1992 Fisher Distinguished Professor, University of North Texas, Denton, TX
- 1992 Shaffer Alumni Lecturer, Tulane University, New Orleans, LA
- 1992 Constance Ledward Rollins Lecture, University of New Hampshire, Durham NH
- 1996 Distinguished Speaker, Department of Biology, Univ. Louisville, KY,
- 1997, 1998 und 2000: Gastprofessor an der Universität Heidelberg
- 2006 Aufnahme in die World Innovation Foundation (WIF)[8]
- 2008 Semmelweis Award (Clean Hands Award)